# كريستوفر كارلسون (لاعب كرة يد)
كريستوفر كارلسون (بالإنجليزية: Kristofer Karlsson)‏ هو لاعب كرة يد أسترالي في مركز حارس مرمى، ولد في 26 أكتوبر عام 1992، في بوندي ‏ في أستراليا. لعب مع AIK Handboll ‏.